# Christa Bäckman
Christa Maria Bäckman (Vänersborg, 1 de agosto de 1962) es una deportista sueca que compitió en tiro con arco, en la modalidad de arco recurvo.
Ganó una medalla de plata en el Campeonato Mundial de Tiro con Arco al Aire Libre de 1989, una medalla de plata en el Campeonato Europeo de Tiro con Arco al Aire Libre de 1990 y una medalla de bronce en el Campeonato Europeo de Tiro con Arco en Sala de 1987.
Participó en los Juegos Olímpicos de Atlanta 1996, ocupando el séptimo lugar en la prueba de equipo.

## Palmarés internacional
| Campeonato Mundial al Aire Libre | Campeonato Mundial al Aire Libre | Campeonato Mundial al Aire Libre | Campeonato Mundial al Aire Libre |
| Año                              | Lugar                            | Medalla                          | Prueba                           |
| -------------------------------- | -------------------------------- | -------------------------------- | -------------------------------- |
| 1989                             | Lausana (Suiza)                  | Medalla de plata                 | Equipo                           |
| Campeonato Europeo al Aire Libre |                                  |                                  |                                  |
| Año                              | Lugar                            | Medalla                          | Prueba                           |
| 1990                             | Barcelona (España)               | Medalla de plata                 | Equipo                           |
| Campeonato Europeo en Sala       |                                  |                                  |                                  |
| Año                              | Lugar                            | Medalla                          | Prueba                           |
| 1987                             | París (Francia)                  | Medalla de bronce                | Equipo                           |